# برناديت مكدونالد
برناديت مكدونالد هي كاتِبة كندية، ولدت في 1951 في بيغار في كندا.